# 女化神社
女化神社（おなばけじんじゃ）は、茨城県龍ケ崎市にある神社。社地は同県牛久市女化町内の飛地にある。通称は女化稲荷神社。古名は稲荷大明神、女化稲荷社、保食神社、一葉稲荷など。旧無格社。

## 由緒
創建は諸説ある。
- 社伝では室町時代の永正6年（1509年）としている[2]。
- 建久年間（1190-1198年）説もある[3]。

祭神は保食命である。五穀豊穣・商売繁盛の神として信仰されている。一説に、伏見稲荷大社を詣でた地元の人が当地に稲荷信仰を伝えたのが始まりという。
往古は稲荷大明神と称した。明治2年（1870年）に女化稲荷社から保食神社へ、明治17年（1885年）に女化神社へと改名した。ただし女化稲荷神社と呼ばれることが多い。社名碑にも「女化稲荷神社」と刻まれている。
文化元年（1804年）、牛久助郷一揆（女化騒動）の拠点になった。
一説に、常陸国風土記の信太郡の条にある「飯名社」（つくば市臼井の飯名神社の分社）の比定社ともいう。
文久2年（1862年）、平成14年（2002年）社殿再建。

### 社地
女化神社は、明治以前は龍ケ崎市馴馬町にある来迎院の管理下にあり、旧河内郡馴馬村の鎮守であった。そのため明治以降も馴馬村の所属となり、現在も境内周辺は龍ケ崎市の飛地になっている。

## 女化民話
社地周辺は「女化原」と呼ばれる元原野であり、『女化物語』という民話を伝えている。助郷一揆関連の諸資料により盛んにまとめられた。
女化民話は、女化原の霊狐による動物報恩譚、及び異類婚姻譚である。大筋は同じだが、異なる2つの伝承があり、その他にも民間伝承がある。
本殿裏から北に伸びた道の先にある「女化神社奥の院」は、正体を知られた霊狐が姿を隠した森と伝えられている。

### 栗林義長伝
赤松宗旦「利根川図志」（安政2年, 1855年）五の「栗林義長伝」等が伝えている。
牛久城主岡見氏の老臣に栗林義長がおり、稲塚に向けて駒を走らせていたが、道中、火縄の匂いが鼻に入ったため、気を引き締め、辺りを見渡すと、猟師が鉄砲を構えていたので、その先を観ると、一匹の狐が腹を痛めて前足でさすっていた。あまりの痛さに火縄の匂いにも気づいていない様子であった。
義長は飯名権現の詣で出たばかり、それも飯名権現の使い姫はキツネであり、飯綱使いの巫女はキツネを用いて人の吉凶を占う。義長は飯綱使いに頼んで妻の交霊をしてもらった恩もあったので、小石を猟師に向かって投げつけ、弾は狙いを外した。それに気づいた狐は察して逃げた。
社前に戻ると亡き妻に似た女がおり、義長はその女を娶るが、女との間に生まれた子が6歳の頃、妻の正体が狐とわかり、行方知れずとなった。翌日、縁先に「みどり児の母はと問わば、女化けの原に泣く伏すと答えよ」と書かれた一枚の紙が置かれていた。以来、この原を「女化原」といい、いつからか稲荷の祠が建てられた。

### 根本村の忠五郎（忠七）伝
社伝や「女化稲荷縁起略記」等が伝えている。その他、龍ケ崎市役所が龍ケ崎の昔話「キツネの恩返し」として掲載している。茨城県牛久市観光協会の「娘に化けた狐の話」では、栗林義長は忠五郎の子孫で、彼が稲荷神社を創建したとしている。なお、根本村（現稲敷市上根本）には、女化神社分社の稲荷神社（旧名は根本女化稲荷神社）がある。
建久年間（1190-1198年）、源頼朝が冨士の根で狩りをしていたところ、霊狐に会い、高見が原の稲荷祠に移り住めと助言した。高見が原は女化原の古名で、他に根本ヶ原や小萩ヶ原とも呼んだ。
永正7年（1510年）、根本村の忠五郎が、眠っている霊狐を咳払いして起こし、獲夫から助けた。家に帰ると戸口に奥州から鎌倉へ向かうという老男若女がいたので、一宿を貸したところ、翌朝には若女一人が取り残されていた。行方知れずの男を探す間、女は耕作など手伝いをしていたが、やがて忠五郎が妻に娶った。夫婦は一女二男を儲けた。
永正14年（1517年）のある日、霊狐であった女は、子に正体を知られてしまったことを恥じて姿を消した。忠五郎は霊狐が女性として現れた神秘を語り伝え、いつしか高見が原は女化原に、稲荷祠は女化稲荷と呼ばれるようになった。
この忠五郎伝によれば、稲荷祠の創祀は建久年間（1190-1198年）以前に遡る。

## 写真集

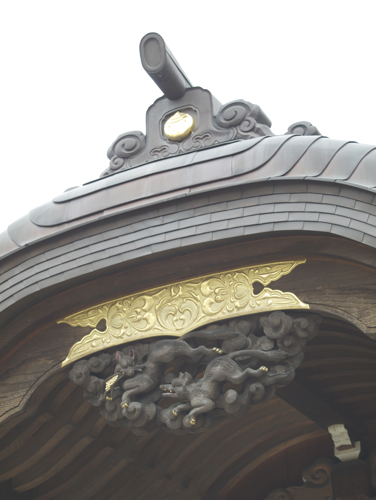
神社の屋根と狐の飾り絵
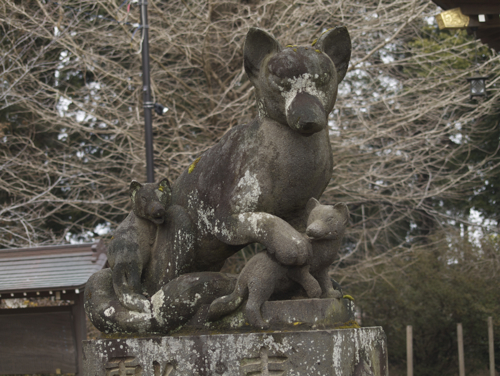
女化神社の狛犬（向かって左）
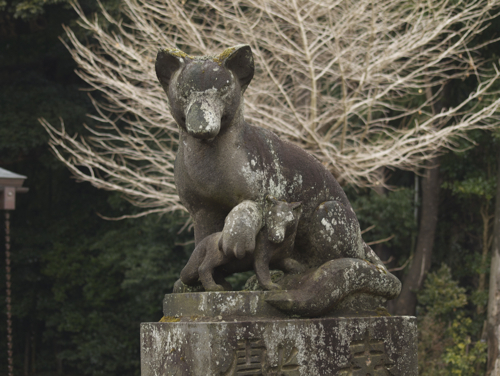
女化神社の狛犬（向かって右）
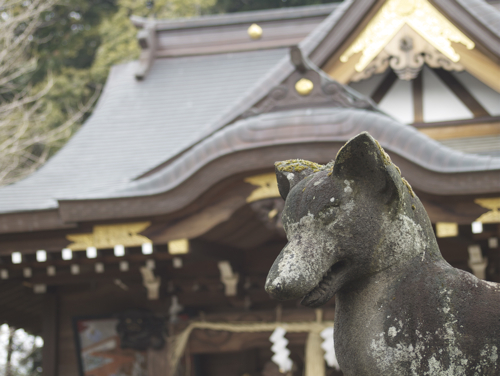
狐の狛犬と神社

## 女化の初午
- 毎年旧暦2月の最初の午の日に稲荷の縁日として初午の大祭が行われており、今も生活必需品の農工具や食品・植木などが販売され、露天商も出て賑わっている。[8]。
- 江戸時代から近隣の村々だけでなく、江戸からも信者が訪れて賑わったと言われ、明治・大正時代にも、千葉・八街の女化講、銚子の漁師、東京赤坂の芸者など幅広い信者が遠方からも御利益を願って集まり、多くの参拝者で大変な賑わいを見せたと言われている。八街は初代神官である青木又氏が女化に入る前に居住していたと言われ、分社があり（女化稲荷神社・千葉県八街市八街に105-1）、その講中の人々が訪れていた。また、千葉県銚子では、不漁の際に女化稲荷のお札を海にまいたところ、豊漁になったと伝えられており、それ以降参拝が続いていたと言われている 。初午当日は競馬も行われ、芝居・見せ物も出ていた[9]。
- 尾上菊五郎 (5代目)は市村座で明治18年（1885年）に歌舞伎「女化稲荷月朧夜」を上演し[10]、門人と共に参拝に訪れたと記録に残っている[11]。

## その他
- 『日本民俗学辞典』の「砂撒信仰」には龍ヶ崎近辺では女化稲荷の神木の根元の砂を畑に撒くと虫除けになると云われていると記載がある[12]。砂撒信仰のある神社として、琴浦神社があるが、こちらは毒蛇除けとされる。